# Мілерит

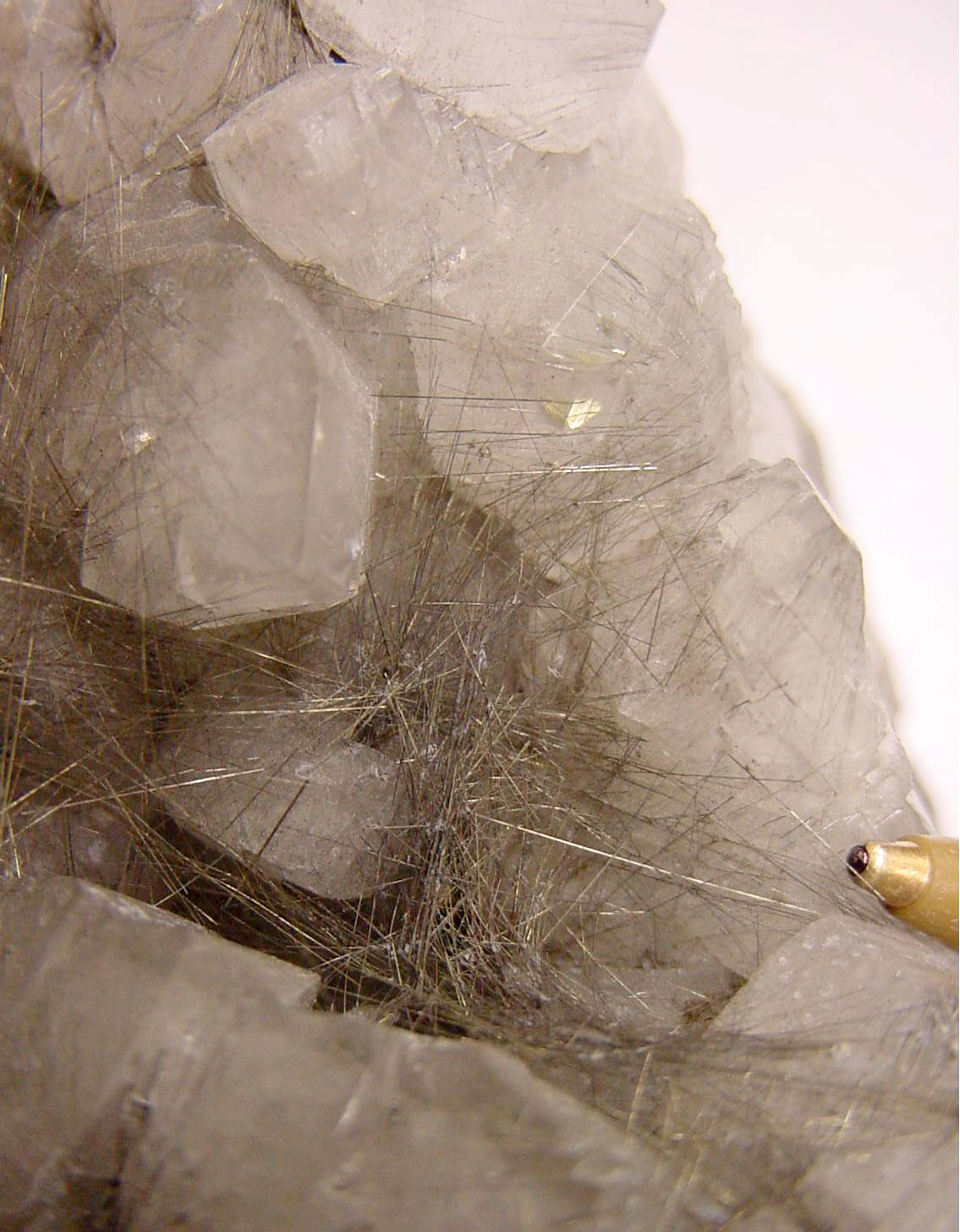
Мілерит

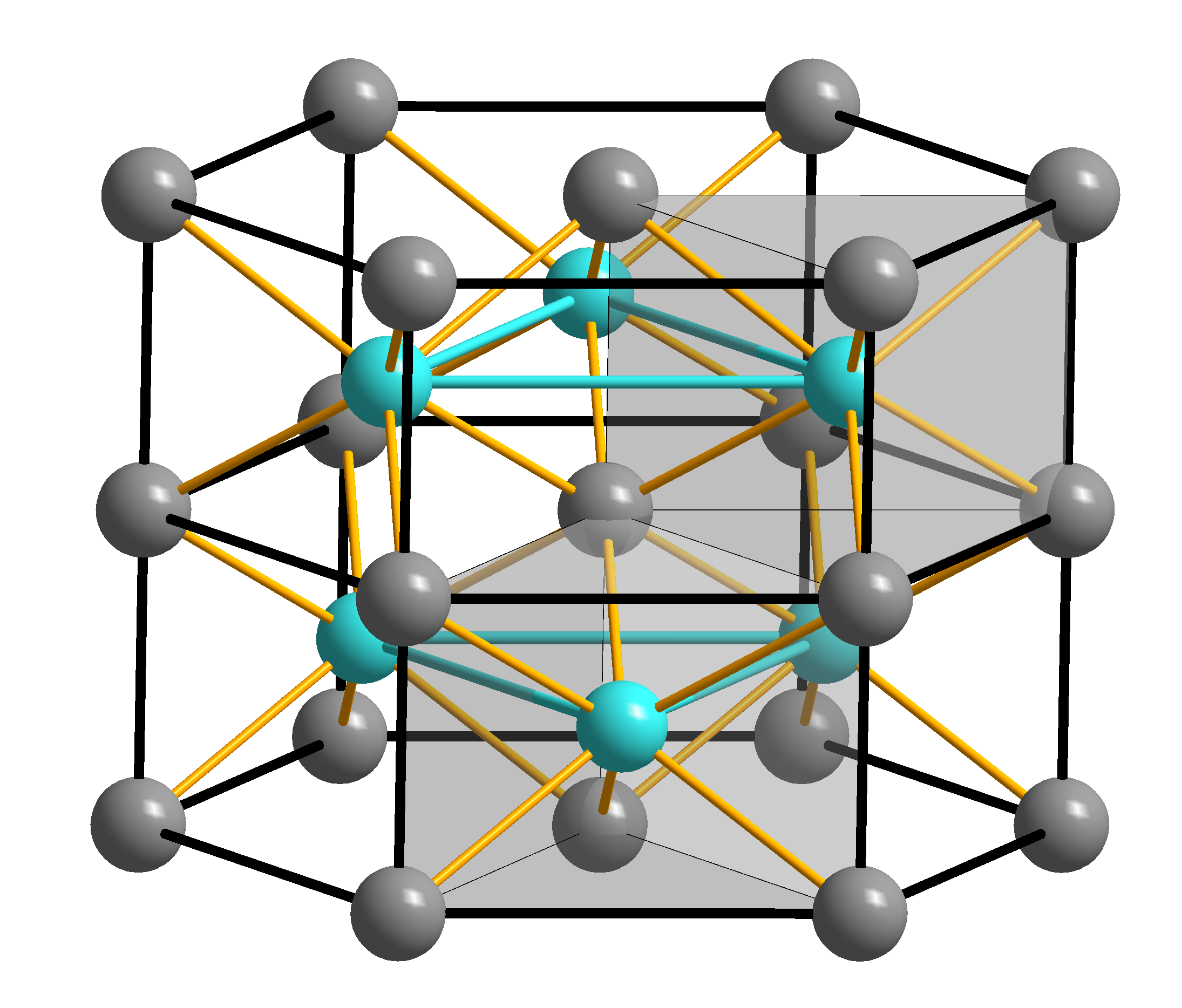
Структура мілериту

Мілерит — мінерал, сульфід нікелю ланцюжкової будови.

## Етимологія та історія
Міллерит вперше був знайдений у 1845 році австрійським геологом, мінералогом Вільгельмом Ріттером фон Гайдінгером (1795 — 1871) у типовій місцевості Яхимов (Санкт Йоахімсталь) у чеській частині Рудних гір. Його назвали на честь британського мінералога Вільяма Геллоуза Міллера (1801 — 1880), який вперше досліджував мінерал.

## Загальний опис
Хімічна формула: NiS.
Нікелевий колчедан.
Містить (%): Ni — 64,67; S — 35,33.
Домішки Fe, Co, Cu.
Сингонія тригональна.
Дитригонально-дипірамідальний вид.
Форми виділень — радіально-променисті, волосоподібні, сплутано-волокнисті, іноді зернисті агрегати, кірочки; кристали мають голчату форму (з поздовжнім штрихуванням), довжина 0,5-15 мм (до 7 см).
Спайність досконала.
Густина 5,2-5,6.
Твердість 3,5-4,5.
Колір латунно-жовтий, іноді з веселковою грою кольорів.
Риса зеленувато-чорна.
Блиск металічний.
Непрозорий.
Крихкий.
Добрий провідник електрики.
Утворюється гідротермальним шляхом, найчастіше у вигляді низькотемпературного мінералу, в порожнинах вапняків і
карбонатних жилах і в бариті; продукт зміни інших мінералів нікелю; також в осадових гірських породах, пов'язаних з вугільними відкладами, рідше в серпантинах.
Асоціація: герсдорфіт, полідиміт, нікелін, галеніт, сфалерит, пірит, халькопірит,
піротин, пентландит, кубаніт, кальцит, доломіт, сидерит, барит, анкерит.
Зустрічається в сульфідних жилах в асоціації з нікелевими і кобальтовими мінералами. 
На родовищах мідно-нікелевих руд присутній як пізній або вторинний мінерал. Входить до складу нікелевих руд.
Збагачується аналогічно пентландиту.
Зустрічається в гідротермальних сульфідних жилах Саксонії, Саарбрюкена, Ділленбурґа, Зігена (ФРН), шт. Пенсільванія, Нью-Йорк, Айова, Міссурі, Вісконсин (США), Ґламорґан (Уельс, Велика Британія), Маларктик, Квебек, Садбері (пров. Онтаріо, Канада) та ін., а також у кам'яновугільних родовищах Кладно, Яхімов (Чехія).